# Carlo Rosaspina
Carlo Rosaspina (Vercelli, 22 ottobre 1853 – Roma, 18 gennaio 1929) è stato un attore teatrale italiano.

## Biografia
Figlio d'arte, iniziò a praticare l'attività teatrale fin da giovanissimo presso la compagnia del padre. Conobbe poi l'attore Gaspare Lavaggi che lo ingaggiò nella sua compagnia come «primo attore giovane». In seguito passò nelle compagnie di Adelaide Tessero, Anna Pedretti e Alamanno Morelli.
Il ruolo di «primo attore» lo ebbe nella Compagnia drammatica Bellotti-Bon di Tito Favi, poi nel corso degli anni novanta, passò alle compagnie di Cesare Rossi, Eleonora Duse e Luigi Rasi. Fu sia attore comico che drammatico, e recitò prevalentemente accanto alla Duse. Numerosi furono i ruoli teatrali interpretati, ma quelli che lo resero celebre furono soprattutto quelle di Armando ne La signora delle camelie di Dumas, di Gianciotto Malatesta nel Francesca Da Rimini di D'Annunzio e ne Il vetturale Henschel di Hauptmann.
Nel 1905 interpretò il suo primo ed unico ruolo cinematografico della sua carriera, nel film La presa di Roma diretto da Filoteo Alberini, prima pellicola della storia del cinema italiano. 
Dopo questa esperienza cinematografica Rosaspina proseguì l'attività teatrale e diresse alcune compagnie.